# Jean-Pierre Gaillard (journaliste)
Pour les articles homonymes, voir Jean-Pierre Gaillard, Gaillard et Tixier.
Jean-Pierre Gaillard, pseudonyme de Bernard Tixier, né le 2 juin 1939, est un journaliste français.

## Biographie
Jean-Pierre Gaillard est le fils de Jean Tixier, créateur et gérant de la société La Cote bleue, spécialisée dans l'information boursière,. La Cote bleue fournit la cote boursière à La Vie française depuis 1945. Son père lui ayant demandé de faire ses preuves avant de reprendre l'entreprise familiale, il travaille à partir du juillet 1962 trois ans dans le magazine économique La Vie française. En parallèle, il remplace Pierre Meutey, rédacteur en chef de la Vie française et pionnier des émissions boursières à la radio, dès 1962 en tant que pigiste boursier épisodique à Europe 1,. En 1965, il est contacté pour remplacer un collègue sur une radio concurrente « Paris-Inter » qui deviendra ensuite France-Inter,. Il prend alors un pseudonyme : Jean-Pierre (son deuxième prénom) Gaillard (le nom de sa mère), « afin que Bernard Tixier n'intervienne pas sur deux radios concurrentes ».
En 1965, il entre à La Cote bleue dont il prendra les rênes en 1977 à la mort de son père. À la fin des années 1970, La Cote bleue frôle la banqueroute et est rachetée en quasi-totalité par la Société des bourses françaises.
Dans les années 1980, il fait la chronique boursière du journal télévisé de 13 heures en étant présent au palais Brongniart aux côtés des négociateurs quand les échanges se font encore à la criée.
Jérôme Bellay le fait venir, tout d'abord en 1987, sur la radio France-Info où il présente les « points boursiers », puis à partir de 1996 sur la chaîne de télévision LCI,,.
À partir de ses interventions, les auteurs des Guignols de l'info créent en 1998, sa marionnette et en font la caricature d'une économie boursière qui serait aveugle aux effets sociaux de la politique de licenciement des entreprises.
Peu à peu, sa notoriété le porte à participer en 2004 à dix-huit émissions de radio et huit chroniques télévisées quotidiennes.
Le 30 juin 2004, il prend sa retraite sur fond d'éloges, notamment par une émission sur France Info où il décrit son bureau entouré d'écrans d'ordinateur et ses méthodes de travail[réf. nécessaire].
Sa retraite n'a pas été longue. Jean-Pierre Gaillard a repris ses chroniques sur LCI (La Chaîne Info) et France Info.
Jean-Pierre Gaillard a présidé de 2006 à 2014 le Cercle des épargnants qui compte plus de 200 000 membres et dont le secrétaire général était Philippe Crevel. Cette association est un think tank spécialisé sur les questions d'épargne et de retraite. Elle publie une lettre mensuelle, des études, un sondage annuel et organise de nombreuses réunions avec le concours de plusieurs experts. Il est membre depuis le mois de décembre 2014 du Cercle de l'épargne qui a remplacé le Cercle des épargnants et qui est présidé par Jean-Pierre Thomas[réf. nécessaire].